# Aldo Serena
Aldo Serena (ur. 25 czerwca 1960 w Montebelluna) – włoski piłkarz, napastnik. Brązowy medalista MŚ 90.
Występował w szeregu włoskich klubów, także w tych najsłynniejszych. Kilkakrotnie był zawodnikiem Interu, grał m.in. w Torino FC, Juventusie i Milanie. Z Interem w 1989 zdobył tytuł mistrza kraju i był królem strzelców Serie A, a w 1991 triumfował w Pucharze UEFA. Z Juventusem wywalczył Puchar Interkontynentalny (1985) i scudetto (1986). W barwach Milanu dołożył dwa kolejne zwycięstwa w Serie A (1992, 1993).
W reprezentacji Włoch zagrał 24 razy i strzelił 5 bramek. Debiutował 8 grudnia 1984 w meczu z Polską, ostatni raz zagrał w 1990. Znalazł się w kadrze na dwa turnieje finałowe mistrzostw świata, W MŚ 86 nie zagrał ani minuty, 4 lata później trzykrotnie pojawił się na boisku (1 gol). Wcześniej brał udział w igrzyskach w Los Angeles.